# Dmitrij Czesnokow
Dmitrij Iwanowicz Czesnokow (ros. Дми́трий Ива́нович Чесноко́в, ur. 25 października?/7 listopada 1910 we wsi Kaplino w guberni kurskiej, zm. 17 września 1973 w Moskwie) – radziecki filozof, dziennikarz i polityk, uhonorowany tytułem „Zasłużony Działacz Nauki RFSRR” (1970).

## Życiorys
W 1931 ukończył Moskiewski Państwowy Uniwersytet Pedagogiczny, 1931-1943 pracował jako wykładowca i kierownik katedry Uniwersytetu Swierdłowskiego, od 1939 należał do WKP(b), 1943-1946 kierował wydziałem Komitetu Miejskiego WKP(b) w Swierdłowsku (obecnie Jekaterynburg). Od 1946 do listopada 1947 sekretarz Komitetu Miejskiego WKP(b) w Swierdłowsku ds. propagandy, od listopada 1947 do 10 lipca 1948 zastępca kierownika Wydziału Nauki Zarządu Propagandy i Agitacji KC WKP(b), 1948-1951 zastępca dyrektora Instytutu Filozofii Akademii Nauk ZSRR, jednocześnie od 3 marca 1949 do lipca 1952 redaktor naczelny pisma "Woprosy fiłosofii". Od 1951 doktor nauk filozoficznych, od lipca 1952 do 25 marca 1953 kierownik Wydziału Nauk Filozoficznych i Prawnych i Wyższych Instytucji Edukacyjnych KC WKP(b)/KPZR, od 14 października 1952 do 14 lutego 1956 członek KC KPZR, w tym od 16 października 1952 do 5 marca 1953 członek Prezydium KC KPZR. Od 18 października 1952 do 21 marca 1953 członek Stałej Komisji ds. Zagadnień Ideologicznych przy Prezydium KC KPZR, od października 1952 do marca 1953 redaktor naczelny pisma "Kommunist", od kwietnia 1953 do 1955 kierownik Wydziału Nauki Komitetu Obwodowego KPZR w Gorkim (obecnie Niżny Nowogród) i jednocześnie wykładowca Gorkowskiego Instytutu Pedagogicznego, a 1955-1957 sekretarz Gorkowskiego Komitetu Obwodowego KPZR. Od 27 maja 1957 do 1959 przewodniczący Państwowego Komitetu ds. Telewizji i Audycji Radiowych przy Radzie Ministrów ZSRR, od 1959 kierownik katedry materializmu dialektycznego i historycznego Moskiewskiego Uniwersytetu Państwowego, 1967-1970 prorektor Akademii Nauk Społecznych przy KC KPZR, następnie na emeryturze. Od 30 stycznia 1968 działający członek Akademii Nauk Pedagogicznych ds. Wydziału Teorii i Historii Pedagogiki.

## Publikacje
Przekłady na język polski
- Aleksiej Bogomołow, Dmitrij Czesnokow, Władisław Kelle, Fiodor Konstantinow, Teodor Ojzerman, Mark Rozental, i in.: Podstawy filozofii marksistowsko-leninowskiej. Pod redakcją F. W. Konstantinowa ; z ros. przeł. Henryk Widłaszewski. Warszawa: Książka i Wiedza, 1980. Brak numerów stron w książce 672, [3] s. ; 20 cm.

## Odznaczenia i nagrody
- Order Lenina
- Order Czerwonego Sztandaru Pracy
- Order „Znak Honoru”
- Nagroda Stalinowska (1951)